# Parfaite Mambou
Parfaite Mambou – kongijska zapaśniczka walcząca w stylu wolnym. Brązowa medalistka igrzysk afrykańskich w 2015. Czwarta na mistrzostwach Afryki w 2022 roku.